# Zalán Tibor
Zalán Tibor (született: Lipák Tibor, Szolnok, 1954. augusztus 27. –) József Attila-díjas (1987) magyar költő, író, drámaíró, dramaturg.

## Életpályája
Szülei: Lipák Pál és Halápi Ilona voltak. Testvére, Pál 1984-ben meghalt. Jelenleg Óbudán él. Két gyermeke: Sára (1982) és Judit (1985); felesége: Szentpétery Csilla, a Kanematsu Corporation japán cég üzletkötője.
Abonyban töltötte gyermekkorát, ott élt családja, sok emlékképe fűződik ide. („Öreg téglagyár, vízzel megtelt baggergödrök, szegénység és hatalmas nyarak”; „És volt egy nagyapám még, aki elmesélte nekem a Huszelin Rancsics történetét”…” ezt a történetet feltétlenül meg fogom írni”. Előzőeket a Göncölszekér című, rövidprózákat tartalmazó kötetében, utóbbit a Papírváros című, máig befejezetlen regényfolyama első kötetében írta meg.)
Iskoláit Abonyban, Nagykőrösön és Szegeden végezte. 1972–1978 között magyar–orosz szakon szerzett diplomát a József Attila Tudományegyetem Bölcsészettudományi Karán.
Az egyetemi évek után Pestre költözött. 1979-ben látott napvilágot – a szombathelyi Életünk folyóiratban – az Arctalan nemzedék című esszé, mellyel – botrányt kavarva – széles körű ismertséget szerzett. Küzdött a Kádár-rendszer puha diktatúrájával, éveken keresztül munkanélküli volt, nehezen talált kiadót, állást és igaz barátokat. Első verseskönyve, az 1980-as Földfogyatkozás volt. Előbb 1982–1985 („…tanóráimon egyáltalán nem politizáltam a diákjaimmal. Azt viszont készséggel beismerem, hogy oroszórákon elsősorban Pink Floyd- és AC/DC-lemezeket hallgattattam a tanulókkal az orosz grammatika módszeres elsajátíttatása helyett…”), majd 1991–1995 között újra a Kvassay Jenő Műszaki Szakközépiskola és – ezzel párhuzamosan – a Semmelweis Egészségügyi Szakközépiskola pedagógusa, 1995-től előbb a Törökbálinti Kísérleti Gimnázium, majd 1998-tól 2001-ig az óbudai Zsigmond Líceum vezetőtanára volt. A 2010-es években is adott drámatörténeti, drámaelméleti és dramaturgiai órákat a Théba Művészeti Akadémián (Théba Stúdió), illetve a Színház és Film Intézetben. Éveken keresztül kurzust vezetett az egri Eszterházy Főiskolán, a Moholy-Nagy Művészeti Egyetemen, illetve a békéscsabai Színitanházban.
E közben a Kortárs folyóiratnál előbb segédszerkesztő, majd 1985–1991 között a versrovat vezetője. 1992–1997 között a Szivárvány, chicagói folyóirat budapesti társszerkesztője és az Iskolakultúra rovatvezetője,  2000–2001 között a Kelet főszerkesztője. 1997 óta a Kortárs Kiadó Új Látószög című sorozatának líraszerkesztője, 1996 és 2007 között a Kolibri Színház dramaturgja volt. 1997-ben kérték fel a hévízi Csokonai Vitéz Mihály Irodalmi és Művészeti Társaság elnökének is, a posztot 2003-ig vállalta el, de a társaság működésének mai napig egyik meghatározó alakja művészeti vezetőként, elnökségi tagként, tanácsadóként. 2000-től 2008-ig a Várucca című folyóirat, 2009-től a Magyar Teátrum színházi folyóirat főmunkatársa. 2003-tól 2005-ig a Duna TV Gong című kulturális hetilapjának műsorvezetője. 2005-től 2007-ig a zalaegerszegi Griff Bábszínház, 2008 óta pedig a Békéscsabai Jókai Színház dramaturgja, színdarabírója volt. 2012 júniusában debütált első magyarországi rendezésével. Irodalmi munkásságának fontos része a tehetségek felfedezése, gondozása, jóllehet – saját vallomása és interjúkban visszakövethető kijelentései szerint – visszavonultan alkot, és nem tartozik sem politikai, sem szakmai, sem szervezeti érdekszövetségekhez.

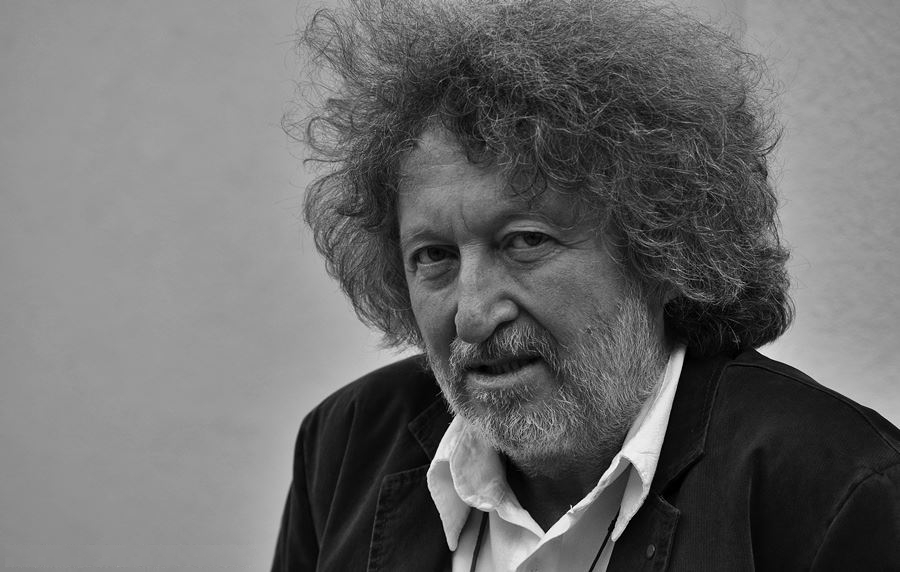
Stekovics Gáspár portréja a Weöres Sándor Színházban (2011)

1989 óta szerzőtársa (dalszövegírója) Huzella Péternek, akivel három közös hanghordozót jelentettek meg és – többek között a Merlin a Kolibri, valamint a szombathelyi Weöres Sándor színházakkal – több sikeres gyermekprodukciót is létrehoztak. Számos publikációját olvashatjuk, drámáit, meséit folyamatosan játsszák színpadi és bábszínházi előadásokon szerte az országban és határainkon túl is. Időről időre elhangoznak hangjátékai a rádiókban.
Rendszeresen jelennek meg kötetei. Így például a 2012. évi Könyvhétre adta ki a Fáradt kadenciák könyvterjedelmű, majd egy évvel később a Holdfénytől megvakult kutya című versciklusát. 2013-ban jelent meg a Papírváros című, ötkötetesre tervezett regényfolyamának harmadik része is. 2014-ben Christian Papke „Európa Színpadai” („Bühne Europa”) címet viselő osztrák nemzetközi színházi tévéműsor-sorozatába kapott videókonferencia-meghívást, ami áprilisban került adásba. Ebben a beszélgetésben még Yvonne Büdenhölzer – a Berlini Színházi Találkozó művészeti vezetője -, Gerhild Steinbuch – osztrák drámaíró – és Andreas Beck – a bécsi Schauspielhaus Wien igazgatója – vettek részt.
2014 augusztusától, 60. születésnapjáról több műsorban és kiadványban is megemlékeztek. Így például a Békéscsabai Jókai Színház Szarvasi Vízi Színpadán augusztus 27-én egy köszöntő Zalán 60. gálaestet rendeztek, októberben a Nemzeti Színház Versek szódával vendége volt.

### Költészete

A Szép versek antológiában
(Móser Zoltán felvétele)

A vallomásos líra hagyományos elemeit az avantgárd formaújító gesztusaival állítja meglepő, olykor paradox összefüggésekbe. Költészetére jellemző a hagyományos szövegegység felbontása, az irodalmi és képi elemek egybeszerkesztése. Hangjátékait rendszeresen sugározza a Magyar Rádió.
„Néma mondatok

idegen mondattanát

betűzi a szél”

~ és néhány haiku... 9
Korai korszakában népies szürrealizmus volt a meghatározó irányzat. Amint költői öntudatra ébredt, azonnal szakított ezzel az akkor divatos és irányzatvezető stílussal, és belekezdett avantgárd korszakába, aminek lényege nem más, mint a kísérletezés formákkal, nyelvvel, verstérrel, térverssel, papírtérrel, betű- és szöveg-írással, testírással és testbeszéddel stb. Amikor az avantgárd kísérletezés is ugyanolyan formalizmussá vált, mint bármi más, akkor kitalált magának egy kategóriát: a radikális eklektikát, ami megengedte számára a szándékosan elkövetett stiláris „következetlenségeket” – akár egyetlen köteten belül is – és amelyek épp szándékosságuk és átgondoltságuk miatt valójában nem is következetlenségek. Ezt megőrizve születtek versei a 2010-es években is. Nem követ egyetlen kanonizálódott irányzatot sem, sokféle verset ír.

### Drámái és prózái
Drámákat elsősorban két rendező, Fodor Tamás – aki a Stúdió K-ban állította színpadra a munkáit – és Merő Béla felkérésére írt. Dorotty Szalmával is dolgozott együtt, aki saját ötletének előadássá kibontását kérte. De a Kolibri Színházban is sok gyermekdarabját adták elő Novák János igazgató aktív közreműködésével és a kecskeméti Ciróka Bábszínháztól, Kiszely Ágnes igazgatótól is számos felkérést kap. Drámaírása egy fajtája az „újraíratás” is, amire Szabó K. István fiatal rendező vette rá.
Első húsz írói éve alatt talán két novellát írt. A próza későn találta meg, mígnem a 2000-es évek elején az Élet és Irodalom, illetve a Pozsonyban megjelenő Új Szó felkérte, hogy írjon nekik rendszeresen tárcákat, majd Dérczy Péternek, az irodalmi hetilap akkori prózaszerkesztőjének javaslatára, ugyanebben a műfajban feldolgozta gyermekkorát. Artisjus-díjat is kapott a gyűjteményért, s ekkortól kezdett kisprózákat írni.

## Művei

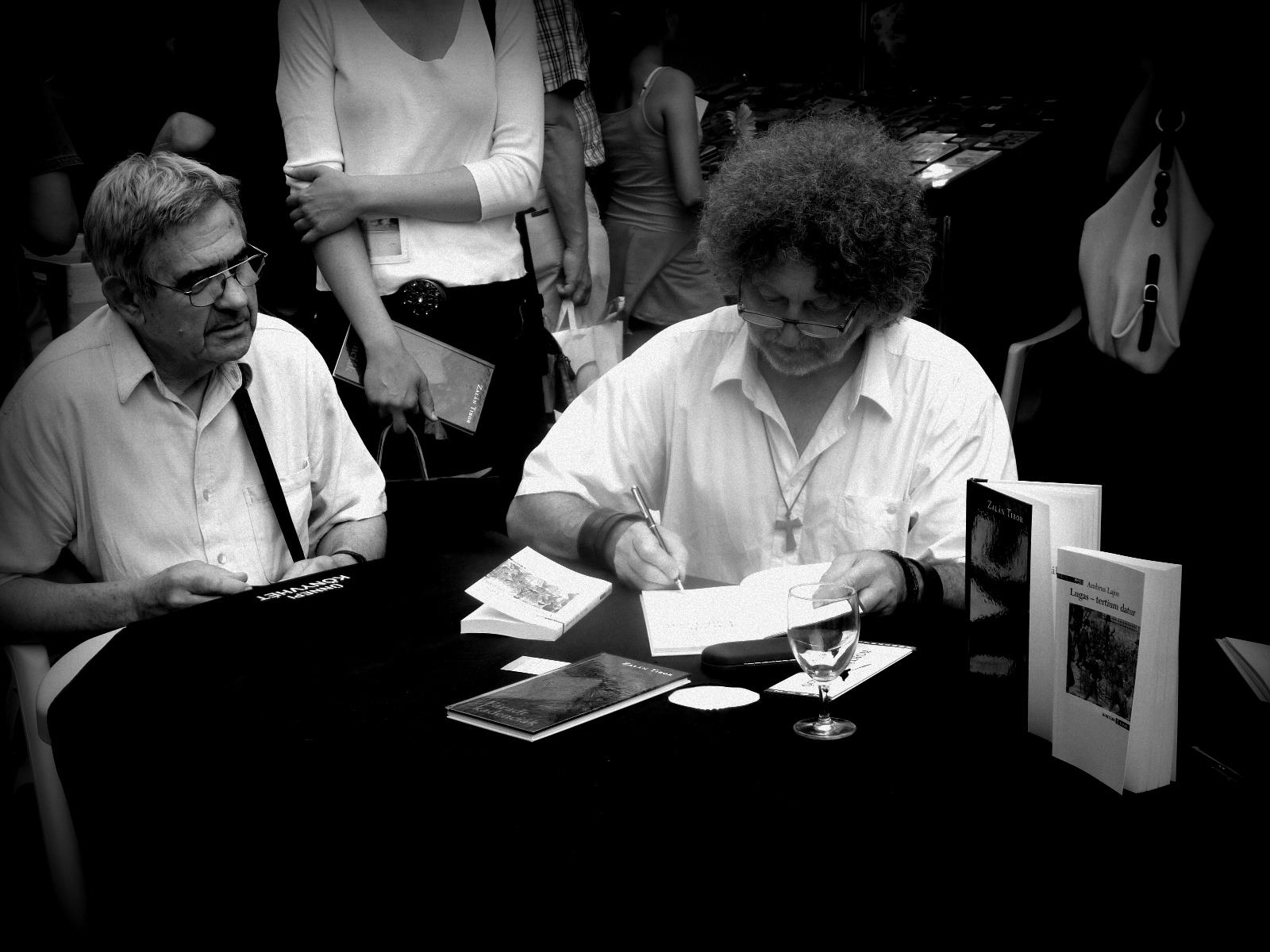
Zalán Tibor Kovács Péter (balra) társaságában dedikál a 83. Ünnepi könyvhéten 2012-ben. A festőművész készítette több kötetének (lásd.) borítóját és illusztrációit is

2016-ban a Napút folyóirat által szervezett Poétai Pleneren a Szabó Öntészetben (Tóth Csilla Ilona fényképfelvétele)

### Önálló kötetei
- Sakk-bástya (monodráma, 1979)
- Gazdátlan hajók (antológia, 1979) ISBN 9630117177
- Madárúton (antológia, 1979) ISBN 963211289X
- Földfogyatkozás (vers, 1980) ISBN 963-2113-49-7
- Fasírt (Arctalan nemzedék) (antológia, 1982) ISBN 963-2719-57-3
- Ver(s)ziók (antológia, szerkesztette Kulcsár Szabó Ernővel, 1982) ISBN 963-2719-74-3
- Álom a 403-as demokráciában (vers, 1984) ISBN 963-1403-10-6
- Opus No. 3: KOGA (vers, 1984) ISBN 963-1403-32-7
- ...és néhány akvarell (vers, 1986) ISBN 963-1531-78-3
- Hagyj még idő! (vers, 1988)- ISBN 963-1413-66-7
- HI-SZEN, a guruló madár (meseregény, 1988, 2002) ISBN 9631155412, ISBN 9631177246
- Borús reggeli üzenetek (vers, 1989) ISBN 963 15 3816 8
- Bongóc a tavaszban (mese, 1990) ISBN 963-02-7968-1
- Bongóc a nyárban (mese, 1991) ISBN 9630280434
- Amerika, körülírások, munkapad (esszé, 1992) ISBN 963-7631-49-6
- Kívül (vers, 1993) ISBN 963-7770-30-5
- Seregszámla (válogatott versek, 1994) ISBN 963-8340-80-0
- Áttűnések – áttüntetések (válogatott versek, 1994) ISBN 9630440792
- Aversion (vers, 1995) ISBN 963-8531-50-9
- Tóth László: Szó és csend. Tizenegy beszélgetés. Csiki László, Fodor András, Géczi János, Kukorelly Endre, Petőcz András, Somlyó György, Tornai József, Tőzsér Árpád, Vasadi Péter, Vörös István, Zalán Tibor; JAMK–Új Forrás Szerk, Tatabánya, 1996 (Új Forrás könyvek)
- Nem Mind Egy (antológia szerkesztő, 1996) ISBN 093639885X
- Fénykorlátozások (vers, 1996) ISBN 9630467666
- Királylányok könyve (mesék, 1996, 2007) ISBN 963-6051-69-0, ISBN 978-963-9820-00-5
- Átszivárgások (vers, 1997) ISBN 963-85677-2-4
- Papírváros (kimerülve, egy)(regény, 1998) ISBN 963-8464-72-0 – (e-könyv, Fapadoskonyv.hu Kiadó, 2013[7])
- Mi kerül a vászonra? (gyermekversek, 1999) ISBN 963-9243-02-7
- Hal, vér, festék (drámák, 2000) ISBN 808-5509-20-2
- A szomjúság nyelvén (vers, 2000) ISBN 963-7141-65-0
- Lassú halált játszik, (vers, 2000) ISBN 963-9243-07-8
- Papírváros. Egy lassúdad regény, kettő. Eltévedve; Kortárs, Bp., 2002 ISBN 963-9297-58-5 – (e-könyv, Fapadoskonyv.hu Kiadó, 2013[7])
- Azután megdöglünk. Kilenc drámai szöveg (drámák, 2004) ISBN 963-8636-58-0
- A szürrealista balkon (vers, 2004) ISBN 963-9593-06-0
- Szállás rossz ágyon (vers, 2005) ISBN 963-8496-48-7
- Elfogult írások (esszék, 2006) ISBN 978808-9032-94-5
- Dünnyögés, félhangokra (vers, 2006) ISBN 963-9593-35-4
- Váz (vers, 2008) ISBN 978-963-263-014-4
- Dani a nagy családerdőben. Regény kicsiknek-nagyoknak; Cerkabella, Szentendre, 2009ISBN 978-963-9820-12-8
- Szín-Hang-Báb (dráma-kötet, 2009) ISBN 978 963 9593 87 9
- Göncölszekér (kisprózák, 2010) ISBN 978-963-274-075-1
- A rettentő görög vitéz (mese, 2011) ISBN 978-615-5023-24-8
- Szétgondolt jelen (vers, 2011) ISBN 978-80-8087-101-7
- Fáradt Kadenciák (vers, 2012) ISBN 978-963-9985-30-8
- Holdfénytől megvakult kutya (vers, 2013) ISBN 978 963 274 140 6
- Papírváros (letarolva, három) (regény, 2013) ISBN 978-963-9985-53-7
- Drámák I. kötet (eKönyv, Fapadoskonyv.hu Kiadó, 2013[7]) ISBN 9789633769461[8]
- Drámák II. kötet  (eKönyv, Fapadoskonyv.hu Kiadó, 2013[7]) ISBN 9789633769508[9]
- nemzedéktelen arc (elfogult írások) (esszék, kritikák, forgácsok, 2014) ISBN 978 808 104 069 6
- Szín-Játékok a Békéscsaba Jókai Színházban (drámaszövegek, vallomások, díszletek, előadásfotók, jelmezek, kritikák, 2014)
- Zalán Tibor és néhány akvarell (többnyelvű válogatás, 2014) ISBN 978-963-6935-63-4[10][11]
- és néhány haiku (Kovács Péter rajzaival, vers, Napkút, Bp., 2015) ISBN 978 963 263 496 8[12]
- Két színpadi játék (drámakötet, Fekete Sas, Bp., 2016) ISBN 978-615-5568-23-7[13]
- Soldatii (román nyelven, 2016) 978-606-664-740-3[14]
- Zalán Tibor legszebb versei (Jankovics József szerkesztése és válogatása, 2016)[15] ISBN 9788080872090
- Háry – A rettentő magyar vitéz (könyv 8-12 éves gyerekek számára, Kállai Nagy Kriszta illusztrációival, 2017)[16] ISBN 9789634102410
- B2-páholy (tűnődések a belső oldalon) (tárcasorozat írások, Kovács Péter rajzaival, 2017) ISBN 978 963 263 702 0[17]
- Revizorr (Gogol-mentőöv a barbár reneszánsz idején) (dráma, 2017) ISBN 978-615-5618-09-3[18]
- Bongóc kalandjai (mese – képeskönyv, illusztrálta: Tóth Alíz; Szülőföld könyvkiadó, Gencsapáti, 2017)[19]
- Királylányok második könyve (mese, illusztrálta: Metzing Eszter; Cerkabella, Szentendre, 2017)[20]
- Le chien aveuglé par la Lune (versek, Holdfénytől megvakult kutya francia kiadása, 2017)[21]
- Török László. Fotópoézis / Photopoesis (életmű-album, Kincses Károllyal, 2019)[22]
- Ruhatárban felejtett kabátok (adaptációk, átiratok, átvezetések, 2019)[23]
- Papírváros. Egy lassúdad regény, négy, szétszaggatva; Kortárs, Bp., 2020
- A lovak reggelije. Új versek, 2012–2021; Kortárs, Bp., 2021
- Istenek az árokparton, Prózagyűjtemény; Cédrus Művészeti Alapítvány, 2022[24]
- Királylányok nagykönyve, Cerkabella Könyvek, 2022 (Illusztrátor: Kürti Andrea)[25] – eHangoskönyv kiadás 2022[26]
- Zalán Tibor – Danielle Loisel(wd): Sonet de la pleine lune (Telihold-szonett), Editura Signum, Paris, 2023[27]
- Reménytelenek hangjátékok, Fekete Sas Kiadó, 2023[28]

| - Barbár imák költője Sziveri János (tanulmányok, kritikák, esszék Sziveri Jánosról, 2000) ISBN 963-9297-10-0 - Két évtized (a Krúdy Gyula Irodalmi Kör antológiája, 2002) ISBN 9638082380 - Jászkunság 2003. (Almanach) - Az év versei (antológia, 2004) - A bámész civil (antológia szerkesztő, szlovákiai magyar szép versek 2005) ISBN 8080622558 - Ritka madár 4. (Békéscsabai irodalmi antológia, 2005) - Friss tinta! (gyerekvers antológia, 2005) ISBN 963863507X - Magyar Erato (válogatás a magyar erotikus költészetből, 2005) ISBN 9637416501 - Ötvenhatos levél (antológia Móser Zoltán fényképéhez, 2006) ISBN 9639454826 - Altató (Versek, mondókák, dalok antológia, 2006) ISBN 963346711X - Rivalda (antológia, hat mai magyar dráma 2007) ISBN 9789631425642 - Iskolája az emberi szívnek (antológia, 2009) ISBN 9789638823922 - Mire gondolsz? (kortárs gyermekirodalmi antológia, 2016) ISBN 978-963-9990-46-3 - Zalán Tibor–Jónás Tamás–Jagos István Róbert: Együttállás (Dél-alföldi Művészeti Kapocs Alapítvány, Szeged, 2017) - Marc Delouze–Zalán Tibor–Danielle Loisel–Nayg István: La main des mots griffant la nuit/ Érzékek irodalma (Öt nap-pont) (francia–magyar könyv, Signum, 2020) - Kassák Lajos: Calul moare. Pǎsǎrile îşi iau zborul – Zalán Tibor: Cântec pentru Cǎluţul de lemn uitat la soare (Kassák-Zalán két nagyverse, Editura Tracus Arte, Bukarest, 2023) |

### Dalszövegíróként
- Túloldalon (kazetta Huzella Péterrel)
- Kövek (CD-lemez Huzella Péterrel)
- A konszolidáció nemzedéke (DVD Huzella Péterrel)

### Fontosabb hangjátékai
- A gyöngyház színe
- A kis rohadék
- A szalma-tanár
- A vak
- Amíg hajnalodik
- Amíg szeretsz
- Anya, te vagy?
- Ének Pohárért (sztereó-hosszúvers)
- Front
- Hagyd magára a Napot!
- HI-SZEN, a guruló madár 1–3.
- Huszárok, hej, gyászhuszárok
- Kaland a nagy családerdőben
- Reménytelenek
- Szavak, kék alkony, szavak
- Vereségképek

### Albumai
- Apáti-Tóth Sándor – Zalán Tibor: Talált képek (2002) ISBN 963-2046-36-6
- Aba-Novák Vilmos – Zalán Tibor: 17 AKTLAP (2007)

## Színházi munkái
A Színházi adattárban regisztrált bemutatóinak száma 2019. július 27-én: szerzőként: 89; fordítóként: 1; dalszövegíróként: 8; dramaturgként: 49.
| \| A darab címe \| Bemutató dátuma \| S z í n h á z \| \| ------------------------------------------------------------------- \| ---------------------------- \| ---------------------------------------------------------------------------------------------- \| \| Agyagból gyúrt mese \| 2012. \| Ciróka Bábszínház \| \| Gólyakalifa (Babits Mihály) \| 2007. \ 2002 \| Ciróka Bábszínház \\| Griff Bábszínház \| \| Amese marad[* 2] \| 2003. \\| 2008. \| Petőfi Színház \\| Szabadkai Népszínház Magyar Társulata \| \| Angyalok a tetőn \| 2003. \\| 2008. \| Új Színház \\| Veszprémi Petőfi Színház \| \| Az aranykulcs (Tolsztoj) \| 2010. \| Stúdió 'K' Színház \| \| Árgyélus királyfi \| 2008. \| Marosvásárhelyi Ifjúsági és Gyermekszínház \| \| Aska és a farkas (Ivo Andrić) \| 2010. \| Békéscsabai Jókai Színház \| \| Azután megdöglünk \| 1988. \\| 1990. \| Csokonai Színház \\| Újvidéki Színház \| \| Bevíz úr hazamegy, ha... \| 1995. \| Szegedi Nemzeti Színház \| \| A boldog herceg (Oscar Wilde) \| 1997. \| Kolibri Fészek \| \| Jakub és a kétszáz nagypapa (Milos Macourek) \| 2001. \| Ciróka Bábszínház \| \| A csillagszemű juhász \| 2011. \| Csodamalom Bábszínház \| \| Csínom Palkó \| 2010. \| Békéscsabai Jókai Színház \| \| Csipkerózsika (Grimm)[* 3] \| 2000 \\|2003 \\| 2009 \| Csiky Gergely Színház \\|Szabadkai Gyermekszínház \\| Katona József Színház \| \| Don Quijote, és … (epilógus)(Miguel de Cervantes) \| 2004 \| Budapest Bábszínház \| \| Álomfalócska Manócska \| 2004 \| Ciróka Bábszínház \| \| Halvérfesték[* 4] \| 2000 \| Stúdió 'K' Színház \| \| Az egérmenyasszony \| 1999 \| Ciróka Bábszínház \| \| Hetvenhét (Illyés Gyula) \| 1998 \\| 2011 \\| 2013 \| Merlin Színház \\| Weöres Sándor Színház \\| Békéscsabai Jókai Színház \| \| Hova hova hétrőfös \| 1992 \| Budapesti Kamaraszínház – Közép-Európa Táncszínház tagozata \| \| Kabule kincse \| 2001 \\| 2011 \| Ciróka Bábszínház \\| Bartók Kamaraszínház és Művészetek Háza \| \| Kastanka (Csehov) \| 2005 \| Kolibri Színház \| \| Katonák, katonák[* 5] \| 2007. \| Székelyudvarhelyi Tomcsa Sándor Színház \| \| King Mathias Went Stealing Mátyás király lopni ment (Alexis Latham) \| 1996 \| Kolibri Fészek \| \| Királyfi és koldus (Mark Twain) \| 2002 \| Kolibri Színház \| \| Kóbor csillag (Antoine de Saint-Exupéry) \| 2012 \| Csokonai Színház \| \| Köpönyeg (Gogol) \| 1997 \\| 1999 \| Kolibri Pince \\| Katona József Színház \| \| Lúdas Matyi (Fazekas Mihály) \| 2010 \| Békéscsabai Jókai Színház \| \| Mesemondók (Benedek Elek meséi alapján) \| 2011 \| Kövér Béla Bábszínház \| \| Mesenincs királyfi \| 1991 \| Közép-Európa Táncszínház Gyermekszínháza \| \| Midőn halni készült \| 2008 \| Békéscsabai Jókai Színház \| \| Mirkó királyfi \| 2006 \| Marosvásárhelyi Ifjúsági és Gyermekszínház \| \| Mosható és barátai (vers)(Michael Ende) \| 1998 \| Kolibri Fészek \| \| Hétkrajcáros mese \| 2000 \| Kolibri Fészek \| \| Mr. Pornowsky előkerül \| 2001 \| Gönczi Ferenc ÁMK (Zalaegerszeg) \| \| Októberi napok, naplólapok \| 2006 \| Kolibri Színház \| \| Ószeresek \| 1987 \| Stúdió 'K' Színház \| \| Papageno a metróban \| 2012 \| Békéscsabai Jókai Színház \| \| Patt Lenn \| 2009 \| Zalai Nyári Színházak – Egervári Várszínház \| \| Rab ember fiai (Móra Ferenc) \| 2009 \| Békéscsabai Jókai Színház \| \| Rettentő görög vitéz[* 6] \| 2008. \\| 2013 \\| 2014 \| Stúdió 'K' Színház \\| Móricz Zsigmond Színház \\| Kövér Béla Bábszínház (Szeged) \| \| A revizor, azaz Gogol, a revizorr \| 2007 \| Csiky Gergely Színház \| \| Romokon emelkedő ragyogás \| 2005 \| Hevesi Sándor Színház \| \| A rút kiskacsa (Andersen) \| 1995 \\| 2008 \\| 2016 \\| 2017 \| Kolibri Színház \\| Ciróka Bábszínház \\| Nagyvárad- Árkádia Bábszínház[34] \\| Kabóca Bábszínház \| \| sHÓwKIRÁLYNŐ \| 2005 \\| 2006 \| Kolibri Színház \\| Katona József Színház \| \| Szamár a torony tetején [* 7] \| 2012 \| Stúdió 'K' Színház \| \| Szulamit[* 8] \| 2005 \| Szabadkai Népszínház \| \| Az orr, a kanál és a rizsgombócfaló \| 2005 \| Ciróka Bábszínház \| \| A téli tücsök meséi (Csukás István) \| 1998, 2011 \| Ciróka Bábszínház \| \| Tudod-e, hol van Garboncia? \| 1995 \| Kolibri Fészek \| \| Új sanzonok avagy hangos nyelvemlék a kételyek korából \| 2002 \| Bárka Színház \| \| Vakkacsa tojások[* 9] \| 2009 \| Stúdió 'K' Színház \| \| Veszteglés (Amikor a látótávolság a kritikus szint alá csökkent) \| 1995 \| Stúdió 'K' Színház \| \| Agyagból gyúrt mese \| 2012 \| Ciróka Bábszínház \| \| A kis hableány (Andersen alapján) \| 2013 \| Bóbita Bábszínház – Kós Lajos terem \| \| Hófehérke \| 2013 \| Veszprémi Kabóca Bábszínház \| \| A fáklya kialszik[* 10] \| 2013 \| Gyulai Várszínház \| \| Kenyérből kelt mese \| 2010 \| Ciróka Bábszínház \| \| Rigócsőr (Grimm) \| 2006 \| Bóbita Bábszínház \| \| Toldi (Arany János alapján) \| 2013 \| Békéscsabai Jókai Színház \| \| Szása i Szása \| 2011 \| pécsi Művészetek Háza \| \| Szása i Szása \| 2015 \| Szegedi Nemzeti Színház \| \| Midőn halni készült \| 2015 \| Békéscsabai Jókai Színház \| \| Mario és a varázsló \| 2016 \| Békéscsabai Jókai Színház \| \| A kis herceg \| 2016 \| Gárdonyi Géza Színház \| \| A szegény csizmadia és a szélkirály \| 2016 \| Békéscsabai Jókai Színház \| \| Rigócsőr király \| 2016 \| Ciróka Bábszínház \| \| A brémai muzsikusok koncert előadása \| 2016 \| \| \| Bolond Istók: Színházi bolondozások két képben – egyben \| 2017 \| Békéscsabai Jókai Színház \| \| A beszélő köntös \| 2018 \| Békéscsabai Jókai Színház[35] \| \| Az igazmondó juhász és az aranyszőrű bárány \| 2019 \| Békéscsabai Jókai Színház[36] \| \| \| . \| \| |                              |                                                                                            |
| A darab címe | Bemutató dátuma              | S z í n h á z                                                                              |
| Agyagból gyúrt mese | 2012.                        | Ciróka Bábszínház                                                                          |
| Gólyakalifa (Babits Mihály) | 2007. \ 2002                 | Ciróka Bábszínház \| Griff Bábszínház                                                      |
| Amese marad | 2003. \| 2008.               | Petőfi Színház \| Szabadkai Népszínház Magyar Társulata                                    |
| Angyalok a tetőn | 2003. \| 2008.               | Új Színház \| Veszprémi Petőfi Színház                                                     |
| Az aranykulcs (Tolsztoj) | 2010.                        | Stúdió 'K' Színház                                                                         |
| Árgyélus királyfi | 2008.                        | Marosvásárhelyi Ifjúsági és Gyermekszínház                                                 |
| Aska és a farkas (Ivo Andrić) | 2010.                        | Békéscsabai Jókai Színház                                                                  |
| Azután megdöglünk | 1988. \| 1990.               | Csokonai Színház \| Újvidéki Színház                                                       |
| Bevíz úr hazamegy, ha... | 1995.                        | Szegedi Nemzeti Színház                                                                    |
| A boldog herceg (Oscar Wilde) | 1997.                        | Kolibri Fészek                                                                             |
| Jakub és a kétszáz nagypapa (Milos Macourek) | 2001.                        | Ciróka Bábszínház                                                                          |
| A csillagszemű juhász | 2011.                        | Csodamalom Bábszínház                                                                      |
| Csínom Palkó | 2010.                        | Békéscsabai Jókai Színház                                                                  |
| Csipkerózsika (Grimm) | 2000 \|2003 \| 2009          | Csiky Gergely Színház \|Szabadkai Gyermekszínház \| Katona József Színház                  |
| Don Quijote, és … (epilógus)(Miguel de Cervantes) | 2004                         | Budapest Bábszínház                                                                        |
| Álomfalócska Manócska | 2004                         | Ciróka Bábszínház                                                                          |
| Halvérfesték | 2000                         | Stúdió 'K' Színház                                                                         |
| Az egérmenyasszony | 1999                         | Ciróka Bábszínház                                                                          |
| Hetvenhét (Illyés Gyula) | 1998 \| 2011 \| 2013         | Merlin Színház \| Weöres Sándor Színház \| Békéscsabai Jókai Színház                       |
| Hova hova hétrőfös | 1992                         | Budapesti Kamaraszínház – Közép-Európa Táncszínház tagozata                                |
| Kabule kincse | 2001 \| 2011                 | Ciróka Bábszínház \| Bartók Kamaraszínház és Művészetek Háza                               |
| Kastanka (Csehov) | 2005                         | Kolibri Színház                                                                            |
| Katonák, katonák | 2007.                        | Székelyudvarhelyi Tomcsa Sándor Színház                                                    |
| King Mathias Went Stealing Mátyás király lopni ment (Alexis Latham) | 1996                         | Kolibri Fészek                                                                             |
| Királyfi és koldus (Mark Twain) | 2002                         | Kolibri Színház                                                                            |
| Kóbor csillag (Antoine de Saint-Exupéry) | 2012                         | Csokonai Színház                                                                           |
| Köpönyeg (Gogol) | 1997 \| 1999                 | Kolibri Pince \| Katona József Színház                                                     |
| Lúdas Matyi (Fazekas Mihály) | 2010                         | Békéscsabai Jókai Színház                                                                  |
| Mesemondók (Benedek Elek meséi alapján) | 2011                         | Kövér Béla Bábszínház                                                                      |
| Mesenincs királyfi | 1991                         | Közép-Európa Táncszínház Gyermekszínháza                                                   |
| Midőn halni készült | 2008                         | Békéscsabai Jókai Színház                                                                  |
| Mirkó királyfi | 2006                         | Marosvásárhelyi Ifjúsági és Gyermekszínház                                                 |
| Mosható és barátai (vers)(Michael Ende) | 1998                         | Kolibri Fészek                                                                             |
| Hétkrajcáros mese | 2000                         | Kolibri Fészek                                                                             |
| Mr. Pornowsky előkerül | 2001                         | Gönczi Ferenc ÁMK (Zalaegerszeg)                                                           |
| Októberi napok, naplólapok | 2006                         | Kolibri Színház                                                                            |
| Ószeresek | 1987                         | Stúdió 'K' Színház                                                                         |
| Papageno a metróban | 2012                         | Békéscsabai Jókai Színház                                                                  |
| Patt Lenn | 2009                         | Zalai Nyári Színházak – Egervári Várszínház                                                |
| Rab ember fiai (Móra Ferenc) | 2009                         | Békéscsabai Jókai Színház                                                                  |
| Rettentő görög vitéz | 2008. \| 2013 \| 2014        | Stúdió 'K' Színház \| Móricz Zsigmond Színház \| Kövér Béla Bábszínház (Szeged)            |
| A revizor, azaz Gogol, a revizorr | 2007                         | Csiky Gergely Színház                                                                      |
| Romokon emelkedő ragyogás | 2005                         | Hevesi Sándor Színház                                                                      |
| A rút kiskacsa (Andersen) | 1995 \| 2008 \| 2016 \| 2017 | Kolibri Színház \| Ciróka Bábszínház \| Nagyvárad- Árkádia Bábszínház \| Kabóca Bábszínház |
| sHÓwKIRÁLYNŐ | 2005 \| 2006                 | Kolibri Színház \| Katona József Színház                                                   |
| Szamár a torony tetején | 2012                         | Stúdió 'K' Színház                                                                         |
| Szulamit | 2005                         | Szabadkai Népszínház                                                                       |
| Az orr, a kanál és a rizsgombócfaló | 2005                         | Ciróka Bábszínház                                                                          |
| A téli tücsök meséi (Csukás István) | 1998, 2011                   | Ciróka Bábszínház                                                                          |
| Tudod-e, hol van Garboncia? | 1995                         | Kolibri Fészek                                                                             |
| Új sanzonok avagy hangos nyelvemlék a kételyek korából | 2002                         | Bárka Színház                                                                              |
| Vakkacsa tojások | 2009                         | Stúdió 'K' Színház                                                                         |
| Veszteglés (Amikor a látótávolság a kritikus szint alá csökkent) | 1995                         | Stúdió 'K' Színház                                                                         |
| Agyagból gyúrt mese | 2012                         | Ciróka Bábszínház                                                                          |
| A kis hableány (Andersen alapján) | 2013                         | Bóbita Bábszínház – Kós Lajos terem                                                        |
| Hófehérke | 2013                         | Veszprémi Kabóca Bábszínház                                                                |
| A fáklya kialszik | 2013                         | Gyulai Várszínház                                                                          |
| Kenyérből kelt mese | 2010                         | Ciróka Bábszínház                                                                          |
| Rigócsőr (Grimm) | 2006                         | Bóbita Bábszínház                                                                          |
| Toldi (Arany János alapján) | 2013                         | Békéscsabai Jókai Színház                                                                  |
| Szása i Szása | 2011                         | pécsi Művészetek Háza                                                                      |
| Szása i Szása | 2015                         | Szegedi Nemzeti Színház                                                                    |
| Midőn halni készült | 2015                         | Békéscsabai Jókai Színház                                                                  |
| Mario és a varázsló | 2016                         | Békéscsabai Jókai Színház                                                                  |
| A kis herceg | 2016                         | Gárdonyi Géza Színház                                                                      |
| A szegény csizmadia és a szélkirály | 2016                         | Békéscsabai Jókai Színház                                                                  |
| Rigócsőr király | 2016                         | Ciróka Bábszínház                                                                          |
| A brémai muzsikusok koncert előadása | 2016                         |                                                                                            |
| Bolond Istók: Színházi bolondozások két képben – egyben | 2017                         | Békéscsabai Jókai Színház                                                                  |
| A beszélő köntös | 2018                         | Békéscsabai Jókai Színház                                                                  |
| Az igazmondó juhász és az aranyszőrű bárány | 2019                         | Békéscsabai Jókai Színház                                                                  |
| | .                            |                                                                                            |

| Fordításai \| Szerző \| A darab címe \| Bemutató dátuma \| S z í n h á z \| \| ------ \| ----------------- \| --------------- \| ----------------------------------------- \| \| Grimm \| Jancsi és Juliska \| 2007 \| Gyergyószentmiklósi Figura Stúdió Színház \| |                   |                 |                                           |
| Szerző | A darab címe      | Bemutató dátuma | S z í n h á z                             |
| --- | ----------------- | --------------- | ----------------------------------------- |
| Grimm | Jancsi és Juliska | 2007            | Gyergyószentmiklósi Figura Stúdió Színház |

| \| Szerző \| A darab címe \| Bemutató dátuma \| S z í n h á z \| \| ---------------------------- \| ------------------------------- \| --------------- \| --------------------------------------------------------------------------- \| \| Pierre Gripari \| Az előszobaszekrény boszorkánya \| 1996 \| Kolibri Színház \| \| Michael Ende – Bodnár Zoltán \| Ilka titka \| 2003 \| Kolibri Fészek \| \| Csehov \| Kastanka \| 2005 \\| 2012 \| Szigligeti Színház \\| Kárpátaljai Megyei Magyar Drámai Színház (Beregszász) \| \| Maurice Maeterlinck \| A Kék madár \| 1997 \| Kolibri Színház \| \| \| \| . \| \| |                                 |                 |                                                                             |
| Szerző | A darab címe                    | Bemutató dátuma | S z í n h á z                                                               |
| Pierre Gripari | Az előszobaszekrény boszorkánya | 1996            | Kolibri Színház                                                             |
| Michael Ende – Bodnár Zoltán | Ilka titka                      | 2003            | Kolibri Fészek                                                              |
| Csehov | Kastanka                        | 2005 \| 2012    | Szigligeti Színház \| Kárpátaljai Megyei Magyar Drámai Színház (Beregszász) |
| Maurice Maeterlinck | A Kék madár                     | 1997            | Kolibri Színház                                                             |
| |                                 | .               |                                                                             |

| \| A darab címe \| Bemutató dátuma \| S z í n h á z \| \| ---------------------------------------------------------------------------- \| --------------- \| --------------------------------------- \| \| Eger kis csillagai \| 2001 \| Eger Dobó tér \| \| Az apuka (Ragnhild Nilstun) \| 2004 \| Ciróka Bábszínház \| \| Csimpi szülinapja (Egressy Zoltán) \| 2003 \| Kolibri Színház \| \| Elvis, a bajfácán (Maria Gripe) \| 2002 \| Kolibri Színház \| \| Fafeye, a tenger ész (Egressy Zoltán) \| 2004 \| Kolibri Színház \| \| A fülemile – A bajusz (Arany János) \| 1999 \| Kolibri Fészek \| \| George Dandin a férj, aki azt sem tudja, fiú-e vagy lány (Molière – Réz Pál) \| 2005 \| Kolibri Pince \| \| Hamlet (William Shakespeare – Arany János) \| 2001 \| Kolibri Színház \| \| Hamupipőke Velencében (Grimm – Balogh József, Balla Margit) \| 2003 \| Kolibri Színház \| \| Hektor, a hőscincér (Görgey Gábor) \| 2001 \| Kolibri Színház \| \| Hi-Szen, a guruló madár \| 2006 \| Szegedi Nemzeti Színház \| \| Isten éltessen, Borisz! (Thomas Bernhard) \| 1999 \| Kolibri Színház \| \| A két Lotti (Erich Kästner – Béres Attila) \| 2000 \| Kolibri Színház \| \| Kirúgberúg (Cristina Gottfridsson) \| 2004 \| Kolibri Pince \| \| Kövek (Tom Lycos, Stefo Nantsou – Békés Pál) \| 2003 \| Kolibri Színház \| \| Macskák társasága (Annie M. G. Schmidt, Fábri Péter – Damokos Kata) \| 2006 \| Kolibri Színház \| \| Mama kerestetik (Irena Kraus – Kúnos László) \| 2006 \| Kolibri Színház \| \| Max és Móricz (Wilhelm Busch) \| 2006 \| Kolibri Fészek \| \| Moha és Páfrány (Václav Ctvrtek) \| 2006 \| Kolibri Fészek \| \| Ne lőj a fecskére! \| 2006 \| Ferrum Színházi Társulás, Szombathely \| \| Paprika Jancsi messze jár \| 2001 \| Kolibri Fészek \| \| Porondon a bolondom \| 2005 \| Bábakalács Bábszínház, Millenáris \| \| Rózsa Sándor, a betyárok Jancsija \| 2006 \| Kolibri Fészek \| \| Trapiti (Darvasi László) \| 2005 \| Kolibri Színház \| \| A rendíthetetlen gyufaárus lány (Andersen meséiből) \| 2006 \| Griff Bábszínház \| \| A zöld Kígyó és a Szép Liliom (Goethe) \| 2006 \| Griff Bábszínház \| \| Az ország, az építő (Kós Károly) \| 2000 \| székelyudvarhelyi Tomcsa Sándor Színház \| \| Franciska a kék hold völgyében[* 11] \| 2007 \| Griff Bábszínház \| \| A nagyherceg \| na. \| na. \| |                 |                                         |
| A darab címe | Bemutató dátuma | S z í n h á z                           |
| Eger kis csillagai | 2001            | Eger Dobó tér                           |
| Az apuka (Ragnhild Nilstun) | 2004            | Ciróka Bábszínház                       |
| Csimpi szülinapja (Egressy Zoltán) | 2003            | Kolibri Színház                         |
| Elvis, a bajfácán (Maria Gripe) | 2002            | Kolibri Színház                         |
| Fafeye, a tenger ész (Egressy Zoltán) | 2004            | Kolibri Színház                         |
| A fülemile – A bajusz (Arany János) | 1999            | Kolibri Fészek                          |
| George Dandin a férj, aki azt sem tudja, fiú-e vagy lány (Molière – Réz Pál) | 2005            | Kolibri Pince                           |
| Hamlet (William Shakespeare – Arany János) | 2001            | Kolibri Színház                         |
| Hamupipőke Velencében (Grimm – Balogh József, Balla Margit) | 2003            | Kolibri Színház                         |
| Hektor, a hőscincér (Görgey Gábor) | 2001            | Kolibri Színház                         |
| Hi-Szen, a guruló madár | 2006            | Szegedi Nemzeti Színház                 |
| Isten éltessen, Borisz! (Thomas Bernhard) | 1999            | Kolibri Színház                         |
| A két Lotti (Erich Kästner – Béres Attila) | 2000            | Kolibri Színház                         |
| Kirúgberúg (Cristina Gottfridsson) | 2004            | Kolibri Pince                           |
| Kövek (Tom Lycos, Stefo Nantsou – Békés Pál) | 2003            | Kolibri Színház                         |
| Macskák társasága (Annie M. G. Schmidt, Fábri Péter – Damokos Kata) | 2006            | Kolibri Színház                         |
| Mama kerestetik (Irena Kraus – Kúnos László) | 2006            | Kolibri Színház                         |
| Max és Móricz (Wilhelm Busch) | 2006            | Kolibri Fészek                          |
| Moha és Páfrány (Václav Ctvrtek) | 2006            | Kolibri Fészek                          |
| Ne lőj a fecskére! | 2006            | Ferrum Színházi Társulás, Szombathely   |
| Paprika Jancsi messze jár | 2001            | Kolibri Fészek                          |
| Porondon a bolondom | 2005            | Bábakalács Bábszínház, Millenáris       |
| Rózsa Sándor, a betyárok Jancsija | 2006            | Kolibri Fészek                          |
| Trapiti (Darvasi László) | 2005            | Kolibri Színház                         |
| A rendíthetetlen gyufaárus lány (Andersen meséiből) | 2006            | Griff Bábszínház                        |
| A zöld Kígyó és a Szép Liliom (Goethe) | 2006            | Griff Bábszínház                        |
| Az ország, az építő (Kós Károly) | 2000            | székelyudvarhelyi Tomcsa Sándor Színház |
| Franciska a kék hold völgyében | 2007            | Griff Bábszínház                        |
| A nagyherceg | na.             | na.                                     |

## Díjai
- Móricz Zsigmond-ösztöndíj (1979)[39]

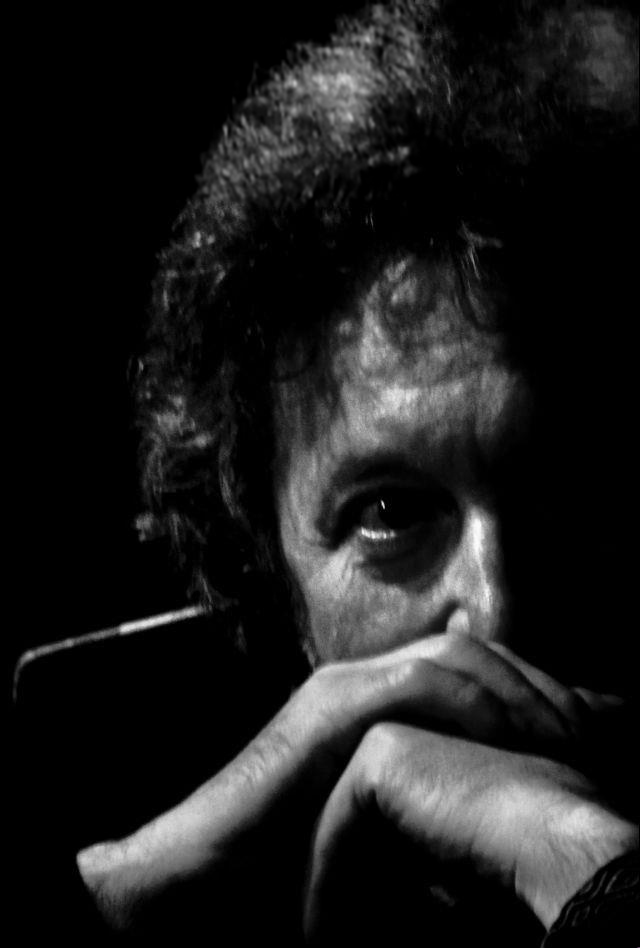
Zalán Tibor, 2011

- a Művészeti Alap legjobb elsőkötetes-díja (1980)
- Radnóti-díj (1981)
- Robert Graves-díj (1984)
- Clevelandi József Attila-díj (1986)
- József Attila-díj (1987)
- Madách-díj (1988)
- Alföld-díj (1989)
- A hévízi Csokonai Vitéz Mihály Társaság Csokonai-díja (1996, 2005)[40]
- Kortárs-díj (1997)
- Tiszatáj-díj (2001)
- Szép Ernő-jutalom (2001)
- Bárka-díj (2003)
- A Magyar Köztársasági Érdemrend lovagkeresztje (2005)
- Bánkuti Miklós-díj (2007)
- Nagy Gáspár-díj (2007)
- Látó-nívódíj (2007)
- Mészöly Miklós-díj (2011)
- Artisjus irodalmi díj (2012)
- Salvatore Quasimodo-emlékdíj (2013)[41][42]
- Magyarország Babérkoszorúja díj (2015)[43]
- Körösök Gyöngye díj (2015)[44]
- Abony Város Díszpolgára (2015)[45]
- A drámaíró verseny győztese – 2. Kortársasjáték a XVI. Győri Könyvszalon (Kitiltották a Drónokat c-ű darabjáért, ami a közönségdíjat is elnyerte, 2016)[46]
- Kortárs-díj díja (2016)[47]
- Szép Ernő-életműdíj (2017)[48]
- Balassi Bálint-emlékkard[49]

## Művei és munkái elismerései
1. ↑  91(régi)-2 A szegény csizmadia és a szélkirály; Hova hova hétrőfös duplán szerepel

1. 1 2 3  (Az életrajzi idézetek Zalán Tibor Curriculum vitae (hosszadalmas töredék) című, 1994-es önvallomásából valók, amely teljes terjedelmében a szerző honlap Archiválva 2013. március 3-i dátummal a Wayback Machine-ben ján olvasható.)
2. ↑  A Drámaírói Kerekasztal Katona József Produkciós Pályázat 2007-2008 nyertese (lásd.)
3. ↑  A Vajdasági Hivatásos Színházak 54. Fesztiválján 2004-ben a legjobb jelmezekért járó, és a fesztivál különdíját is kiérdemelte. (lásd.A Via Italia a legjobb előadás cikk Archiválva 2016. március 5-i dátummal a Wayback Machine-ben)
4. ↑  A XIX. Országos Színházi Találkozó különdíjas előadása, és a legjobb adaptáció díja, Szép Ernő-díj ()
5. ↑  A Deszka-díj 2008: Szálka-díját kapta a legfeszesebb konfliktusért (lásd. Archiválva 2020. október 24-i dátummal a Wayback Machine-ben)
6. ↑  Színikritikusok Díja 2009: Elnyerte a legjobb gyermekelőadás kategóriában (lásd.) | Az V. Gyermekszínházi Szemle fődíja, az Oktatási és Kulturális Minisztérium 150 000 Ft-os díja mellett a Millenáris díját is elvitte (lásd. Archiválva 2011. december 21-i dátummal a Wayback Machine-ben) | A XX. Stúdiószínházi Fesztivál díjazottja (lásd Archiválva 2012. január 10-i dátummal a Wayback Machine-ben)
7. ↑  Színikritikusok Díja 2012: Elnyerte a legjobb gyerek- és ifjúsági előadás kategóriában (lásd.)
8. ↑  2006-ban a Vajdasági Hivatásos Színházak Fesztiválján elnyerte a fesztivál fődíját, valamint a legjobb zene díját, ezen kívül beválogatták a kragujeváci szerbiai színházak fesztiváljára (lásd.)
9. ↑  A XV. Pécsi Nemzetközi Felnőttbábfesztivál 2010 legjobb zene, és legjobb társulati összjátékért díjait nyerte (lásd Archiválva 2013. március 21-i dátummal a Wayback Machine-ben)
10. ↑  Gyulai Várszínház honlapja A fáklya kialszik Archiválva 2013. június 29-i dátummal a Wayback Machine-ben (Az 50. évadra kiírt drámapályázat győztes darabja a gyulai 1566-os várvédelemről) – Beol képgalériája Archiválva 2013. augusztus 11-i dátummal a Wayback Machine-ben
11. ↑  A Drámaírói Kerekasztal Katona József Produkciós Pályázat 2007-2008 nyertese (lásd.)